# Cho Kwi-jae
Cho Kwi-jae (조귀재?, 曺貴裁?; Kyoto, 16 gennaio 1969) è un allenatore di calcio ed ex calciatore sudcoreano, di ruolo difensore, tecnico del Kyoto Sanga.

## Palmarès

### Allenatore

#### Competizioni nazionali
- J2 League: 2

Shonan Bellmare: 2014, 2017
- Coppa J. League: 1

Shonan Bellmare: 2018